# Ахсуйский район
Ахсу́йский райо́н (Ахсу́инский; (азерб. Ağsu rayonu) — район в центральном Азербайджане. Административный центр — город Ахсу.

## География
Район, исторически входящий в территорию Ширвана, расположен в 162 км к западу от города Баку, на ширванской равнине и у подножия Большого Кавказа.
На западе и северо-западе граничит с Исмаиллинским районом, на северо-востоке и востоке — с Шемахинским районом, на юге — с Кюрдамирским и Гаджигабульским районами.
Рельеф района горный, предгорный и равнинный. Горная часть расположена на высоте 700—1000 м от уровня мирового океана.
Для горных зон с реками, ущельями и оврагами характерен сложный рельеф. Мелкие серые горы начиная с берегов Геокчая до Пирсаатчая образуют Ширванский горный хребет. На этих участках, состоящих из невысоких гор, в направлении с запада на восток простираются Хингарские, Гюрджуванские, Нуранские, Кяркиджские, Геседские, Лянгябизские луга.
Северная граница Ширванской долины называется Гарамярьям ясамалы. Участок выхода Гирдыманчая на Ширванскую долину называется Ханчобанской долиной.
По территории района протекают реки Гирдыманчай и Агсучай и их притоки Агдарчай и Назирчай.
На территории района расположено озеро Джаваншир. На юге расположен Верхнеширванский канал
Расположение района на южных слонах Большого Кавказа оказывает большое влияние на его климат. На юге района климат сухого типа с умеренно-теплой зимой. На севере умеренно теплый с засушливым летом. Зима бывает засушливой, солнечной, с малым количеством осадков (снега).
Почвы горно-бурые, горно-лесные, горно-серо-коричневые, светло-коричневые и серые.
В горах есть леса и кустарники. В горных районах Ахсу также встречается цветок Хары-бюльбюль, один из символов Карабаха.
В районе обитают медведи, шакалы, барсуки, волки, лисы, дикие кабаны и другие животные. Из птиц можно встретить фазанов. Из представителей рептилий встречается опасная и ядовитая гюрза.
Среднегодовая температура воздуха составляет 13-14°С. Среднемесячная влажность в течение года колеблется от 50 до 81 %. Среднегодовое количество осадков — 400 600 мм.

## История
Аббас-Кули-ага Бакиханов в своей книге отмечает, что в 1735 году Надир Шах переселил население Шамахи в основанный им новый город, расположенный на берегу реки Ахсу. В настоящее время название города Ахсу, являющегося районным центром, в некоторых источниках указывается как Новая Шемаха. Это связано с переселением населения Шемахи в Ахсу. С этого времени исторический город Шемаха назывался Старая Шемаха, а Ахсу — Новая Шамаха.
Название города, существовавшего в XVIII веке, было взято из названия «Ахсучай» и во многих источниках город назывался Ахсу. Развалины города Ахсу «Хараба шехер» (Разрушенный город), хранившие историю XVIII века, находятся на юге современного города Ахсу.
Район создан 8 октября 1943 года путём выделения из Кюрдамирского района. В 1963 году район был ликвидирован и передан обратно в состав Кюрдамирского района.
В 1965 году вновь стал отдельным административным районом.

## Административно-территориальное деление
В районе расположен 1 город, 79 сёл, включая Дильман, Ингар, Ханбулаг, Кялва, Ленгебиз и Нюйди.

## Население
На 2018 год население города составляло 79 200 человек, увеличившись на 16 100 человек (около 25,5 %) по сравнению с 63 100 человек в 2000 году. 39 800 человек составляют мужчины, 39 400 — женщины. Более 27,3 % населения (около 21 700 человек) составляют люди в возрасте от 14 до 29 лет.
На 1 января 2022 года население составило 82 069 чел. Из них городское население — 22 394 чел. (27,29 %), сельское — 59 675 чел. (72,71 %).
Самые крупные по численности муниципалитеты — Кендоба, Арабушагы, Гегели, Карагоюнлы, Кялва.
| Территория          | 2000 | 2001 | 2002 | 2003 | 2004 | 2005 | 2006 | 2007 | 2008 | 2009 | 2010 | 2011 | 2012 | 2013 | 2014 | 2015 | 2016 | 2017 | 2018 |
| Ахсуйский район     | 63,1 | 63,9 | 64,6 | 65,4 | 66,1 | 67,0 | 67,9 | 68,5 | 69,4 | 70,3 | 71,0 | 72,1 | 73,2 | 74,1 | 75,1 | 76,3 | 77,3 | 78,3 | 79,2 |
| Городское население | 16,6 | 16,9 | 17,2 | 17,6 | 17,8 | 18,3 | 18,7 | 18,9 | 19,3 | 19,7 | 19,8 | 20,1 | 20,2 | 20,4 | 20,7 | 21,0 | 21,3 | 21,5 | 21,8 |
| Сельскре население  | 46,5 | 47,0 | 47,4 | 47,8 | 48,3 | 48,7 | 49,2 | 49,6 | 50,1 | 50,6 | 51,2 | 52,0 | 53,0 | 53,7 | 54,4 | 55,3 | 56,0 | 56,8 | 57,4 |

### Национальный состав
Подавляющее большинство жителей района составляют — азербайджанцы. На втором месте лезгины, на третьем турки.
| Народ            | 1979 год чел.   | 1999 год чел.     |
| ---------------- | --------------- | ----------------- |
| азербайджанцы    | 46 468 (96,2 %) | ↗ 61 681 (99,0 %) |
| лезгины          | 515 (1,1 %)     | ↘ 484 (0,8 %)     |
| русские/украинцы | 75 (0,2 %)      | ↗ 80 (0,1 %)      |
| армяне           | 1174 (2,4 %)    | нет данных        |
| другие           | 44 (0,1 %)      | ↘ 22 (0,1 %)      |

## Экономика
Район входит в состав Горно-Ширванского экономического района.
Ахсуйский район является сельскохозяйственным.
75,2 % территории (76 742 га) пригодны для сельского хозяйства. 46,3 % (35 550 га) составляют пахотные земли.
36 184 га пахотных земель были безвозмездно переданы многолетним собственникам. Было приватизировано имущество совхозов и колхозов.
Важнейшими отраслями экономики являются скотоводство, растениеводство, хлопководство, плодоводство и овощеводство.
Более 70 % населения заняты сельскохозяйственным производством. Развивается зерноводство, садоводство, и животноводство.
Выращивает зерно, хлопок, картофель, дыни, подсолнечник, гранат, виноград и другие растительные продукты. Развитие животноводства значительно возросло после процесса приватизации животноводства.
В последнее время значительно увеличилось производство продукции птицеводства.
98-100 % производимой продукции района, розничный товарооборот, платные услуги приходятся на долю негосударственного сектора.
Выращивают пшеницу, ячмень, клевер, кукурузу, подсолнечник, бахчевые культуры, овощи, сахарную свеклу, картофель, хлопок, виноград, гранат и другие растительные культуры.
В 2007 году в районе частными хозяйствами и отдельными собственниками земли было произведено 80 018 тонн зерна (на участке 27 520 га), 1 032,1 тонны хлопка, 311,4 тонны картофеля, 1 818,6 тонн овощей, 3 932,2 тонны бахчевых культур, 5 053 тонны фруктов.
На 2021 год под зерновые занято 35 659 гектар, в том числе 17 746 гектар под озимые сорта. Показатель урожайности зерна в 2021 году составил 34,2 центнера с гектара.
Действует буйволиное, овцеводческие хозяйства.
На 1 июля 2008 года количество крупного рогатого скота составило 39 235 голов, овец и коз — 149 676 голов. Получено 3 939 тонн мяса (в живом весе), 23 302 тонны молока, 274 тонны шерсти.
В районе посезонно действуют 3 частных инкубационных цеха. На территории деревни Мусабейли с 2005 года действует ООО «Шабан — Птицеводство».

## Инфраструктура
Действует 1 больница на 160 коек, 17 поликлиник. Действует 68 общеобразовательных учреждений. В районе расположены 32 библиотеки, 2 музея. Действует Центр Гейдара Алиева.
По территории района проходит 55 км автомобильных дорог республиканского значения. Через район проходят автомобильные дороги Баку — Шемахы — Евлах, Баку — Казах, Агсу — Кюрдамир — Бахрамтепе.

## Культура
Ахсуйский район является родиной ковров Биджо, одной из жемчужин истории азербайджанской культуры, известной как самая известная композиция Ширванской ковровой школы. Ковры Биджо теперь названы в честь деревни Биджо, которая является частью административно-территориальной единицы района.
Позже ковры Биджо производились в других известных центрах ковроткачества в Гойларе, Пирхасанли и Ширване, а также в Губе и Иране. Ковры Биджо, вывозились из Азербайджана в Нижний Новгород во второй половине XIX века.
Ковры Биджо в настоящее время доступны в Канаде, США, Чехии, России, Турции, Италии, Великобритании и других странах. В 2014 году в селе Биджо был запущен курс профессиональной подготовки ковров.
В октябре 2019 года историческая территория Агсуинского района «Средневековый город Агсу» объявлена государственным историко-культурным заповедником.

## Достопримечательности
- Мавзолей Шейх-Дурсуна, расположенный в 3 км от города Ахсу. Построен в 1457 году.
- Мавзолей шейха Мезида. Фасад мавзолея был украшен разноцветной мозаикой.
- Белый мавзолей на юго-западе г. Агсу
- Руины XVIII века на востоке г. Агсу
- Девичья башня в грузинской деревне